# Myomenippe
Myomenippe is een geslacht van kreeftachtigen uit de klasse van de Malacostraca (hogere kreeftachtigen).

## Soorten
- Myomenippe fornasinii (Bianconi, 1851)
- Myomenippe hardwickii (Gray, 1831)